# Котины
Котины (Cotini/Κότινοι/Κῶγνοι) — одно из кельтских племен, обитавших на территории современной Словакии, Моравии, Закарпатья, Южной Польши.
Племя, в частности, упоминается Тацитом в его работе «Германия». В I веке платили дань железом квадам и сарматам. Котины участвовали в Маркоманских войнах во II в. н. э. но не помогали римлянам в борьбе с Маркоманами:

Сзади марсигны, котины, осы и буры замыкают тыл маркоманов и квадов. Из них марсигны и буры языком и одеждой напоминают свебов. Галльский язык котинов и паннонский осов обличает не-германское их происхождение, а равно и то, что они соглашаются платить дань.
Оригинальный текст (лат.)Retro Marsigni, Cotini, Osi, Buri terga Marcomanorum Quadorumque claudunt. E quibus Marsigni et Buri sermone cultuque Suebos referunt: Cotinos Gallica, Osos Pannonica lingua coarguit non esse Germanos, et quod tributa patiuntur.